# Buanderie
Le mot buanderie désigne un local, un abri, un bâtiment plus ou moins vaste réservé à la lessive, autrefois dénommée buée, aux lavages domestiques, artisanaux ou industriels. Celui ou celle qui y faisait ou contrôlait la lessive était nommé(e) à l'origine un buandier ou une buandière. Mais le plus souvent, en dehors d'un usage strictement professionnel ou industriel, les lavandières habitant la maison ou associées à l'immeuble étaient les seules à travailler dans ce local de commodité.

## Description

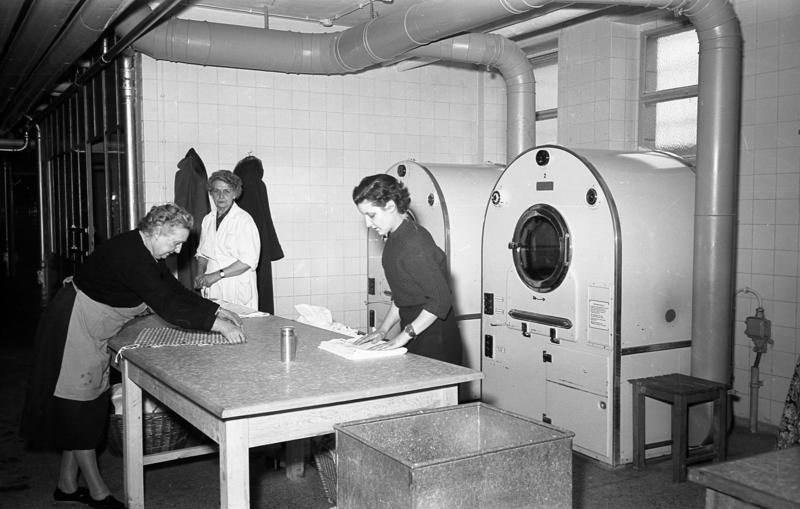
Buanderie en Allemagne, 1954-1955.

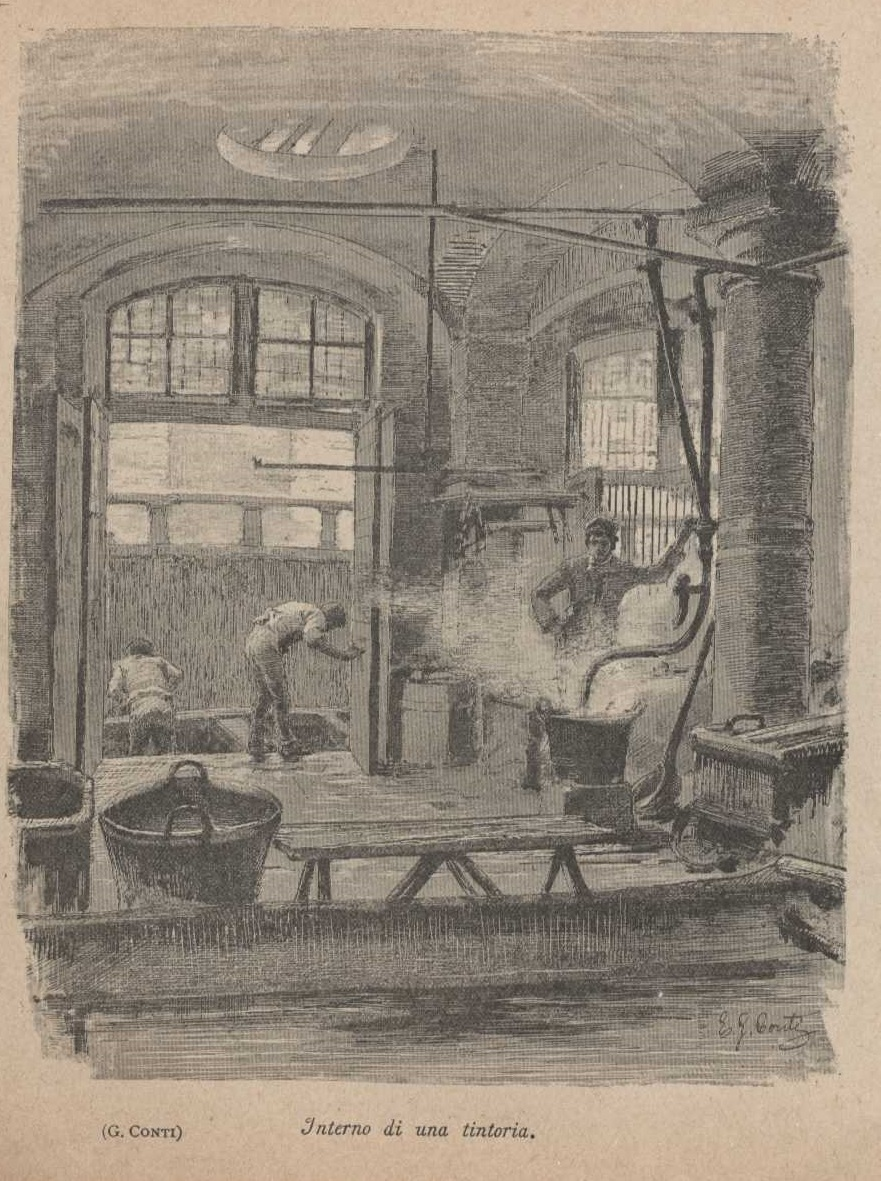
Buanderie à Milan, Italie au XIXe siècle.

Il représentait autrefois un petit local, attenant immédiatement à la maison ou à un corps de bâtiment, qui était réservé à la lessive, en mauvaise saison. Pourtant, dans les grandes maisons de maître ou les maisons vastes ou à cour centrale, il existe des buanderies insérées sous la vaste toiture, à l'instar de nombreuses pièces de service.
Autrefois, en Picardie par exemple, chaque maison avait sa buanderie. Dans chaque buanderie, il y avait souvent au moins un trépied, qui permettait d'installer le baquet à une hauteur limitant au minimum la fatigue (due à une position trop inclinée vers l'avant, très éprouvante pour le dos). En plein été, les femmes sortaient les baquets et seaux à l'extérieur.
Dans les cités ouvrières, par exemple de l'Est de la France, généralisée après 1860, la buanderie était souvent placée à l'extérieur comme les autres commodités ou services communs des bâtiments : toilettes, pompes à eau… La buanderie comportait obligatoirement un foyer de brique et une cuve ou bugade souvent insérée au-dessus de ce foyer, au moins un bassin de bois ou de ciment à deux compartiments, desservi par une fontaine et pouvant être bouchés par un long tuyau relié à la phase aérienne et des chiffons. L'équipement fourni se limitait à une épaisse planche à laver, que l'on pouvait caler, au moins sur un des bassins. Les cendres et l'équipement de base, à commencer par le battoir, était apporté par la lavandière.
Ne disposant souvent que de buanderie commune de petite taille, les lavandières étendaient le linge sur des fils à linges tendus, soit à l'extérieur par beau temps aux abords ou dans leurs parcelles de jardins associés ou attenants à leurs habitats, soit par mauvais temps à l'intérieur dans leurs maisons ou habitats, par exemple à la cuisine.
La buanderie a évolué, ainsi dans les années 1950, une grosse lessiveuse galvanisée a remplacé l'ancienne cuve. Il y avait aussi des équipements à robinets modernes. À cette époque, on ajoutait simplement encore un sac de jute, contenant des cendres, au linge à laver.
Aujourd'hui, dans les logements comportant une buanderie, celle-ci est équipée des branchements électriques et évacuations nécessaires permettant d'y installer un lave-linge, ainsi qu'un sèche-linge.
Des buanderies mobiles existent pour, par exemple, les forces armées ou les camps de réfugiés.

### Industrie du blanchiment et entreprises de lavage
Les buanderies étaient aussi des bâtiments de la taille d'une petite maison spécialisés dans le blanchiment des toiles (de lin et de chanvre), dénommés par exemple kanndi en breton dans le cadre de l'activité toilière importante dans le Léon du XVIe siècle au XIXe siècle, qui enrichit les juloded (paysans-marchands de toiles du Pays de Léon). En effet, le bugadier ou buandier a longtemps désigné la personne chargée du premier lavage et blanchiment des toiles neuves.
La buanderie et ses ouvriers occupants, buandiers ou buandières, permettent d'assurer le lavage du linge. Les buanderies étaient des annexes des grandes blanchisseries ou parfois de simples entreprises de lavage plus ou moins spéciales, regroupant des laveuses ou laveurs. Tous ces métiers ont été fortement mécanisés, à l'image du lavage domestique.

### Leskanndidu Léon
Dans le Léon 338 kanndi (buanderies servant à préparer les fibres de lin) ont été identifiés (mais il en existait certainement d'autres) ; près de 230 kanndi ont été recensés sur l'ensemble formé par les trois communes de Plounéour-Ménez, Sizun et Commana dont 59 à Commana ; par ailleurs on en a recensé 40 à Ploudiry et à La Martyre, 37 à Dirinon, 31 à Saint-Urbain, 29 à Plouédern, 27 au Tréhou, 26 à Irvillac, 18 à Tréflévénez, 16 à Landerneau, 13 à Saint-Divy, 10 à Loperhet et à Pencran, 8 à Saint-Éloy et Lanneuffret, 7 à La Roche-Maurice et Saint-Thonan, 6 à Trémaouézan, etc..
« Un kanndi se présente sous la forme d' une petite bâtisse, couverte de gled [chaume] ou d'ardoises, de 4 à 5 mètres de large (…) alors que la longueur varie de 4 à 13 mètres. (…) Le sol à l'intérieur est pavé en dalles. » Un kanndi comprend un « douet » entouré de dalles de schiste où le fil était trempé pour le rinçage après blanchiment ; une cheminée, ou à défaut un âtre pour chauffer l'eau destinée à la cuve en bois ou en pierre où les écheveaux de fil, mêlés à de la cendre de hêtre étaient blanchis (il fallait plusieurs « buées » [lessives] pour atteindre le degré de blancheur recherché) ; le fil pouvait être mis à fermenter dans un tonneau de lait avant la dernière « buée », l'acide lactique ayant une propriété blanchissant ; entre deux « buées » et après rinçage, le fil restait à sécher sur une corde dans le courtil pendant une quinzaine de jours, le blanchiment se poursuivant alors sous l'action conjuguée de la pluie et du soleil.

### Au Québec
Au Québec, si le terme n'est pas exactement synonyme de blanchisserie et de buerie, il est néanmoins utilisé pour désigner la blanchisserie. De plus d'un local dans un grand édifice (ex. : un hôpital) où l'on lave le linge en quantité industrielle, il désigne un local commercial pourvu de machines à laver et à sécher opérées à la monnaie, où les clients n'ayant pas de machine à laver ou à sécher chez eux viennent faire leur lessive. Certaines buanderies offrent également des services de lavage et de séchage en l'absence du client.

## Origine
Selon Marcel Lachiver, il s'agit du lieu où l'on fait de la buée. En 1471, le terme buanderie est attesté, il dérive, selon le Grand Robert, du mot français buandier ou buandière ou encore du mot français d'origine occitane ou franco-provençale, bugadier ou bugadière, qui représentent la personne qui fait la lessive ou est préposé à la lessive d'articles textiles : la lessive était autrefois nommée buée dans le nord ou bugade dans le sud. Le mot bugadier est plus ancien, il est attesté en 1408.

## Quelques images ou représentations, picturales ou photographiques, concernant la buée ou la buanderie

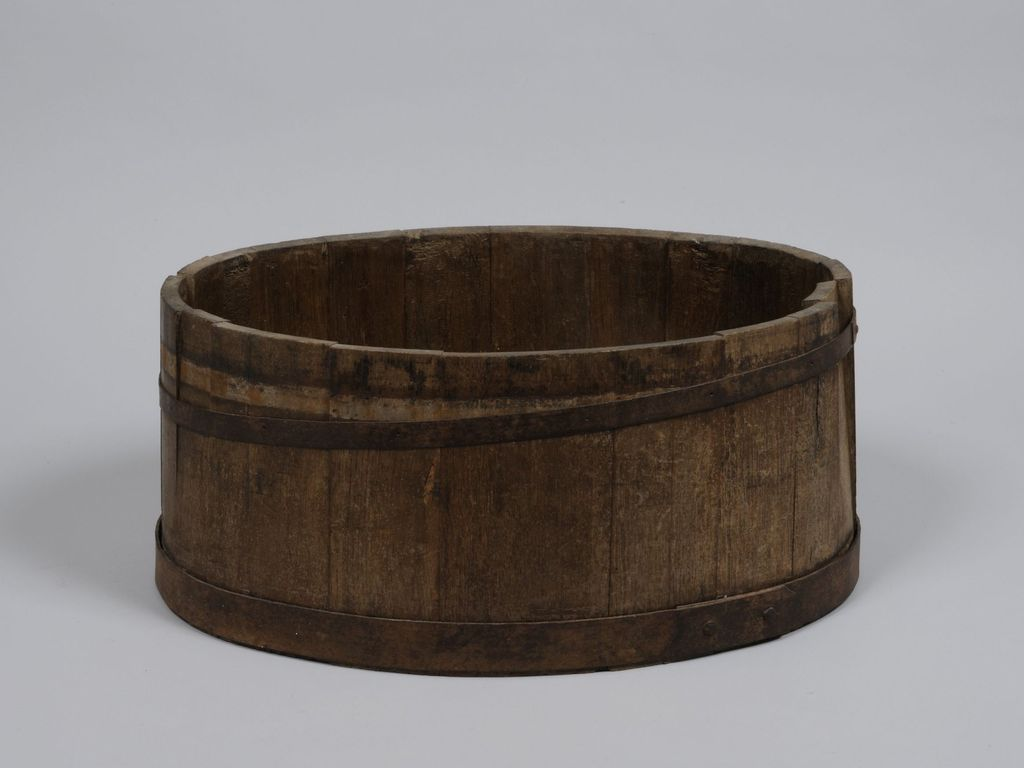
bac à lessive ou cuveau, collection Musées départementaux de la Haute-Saône.
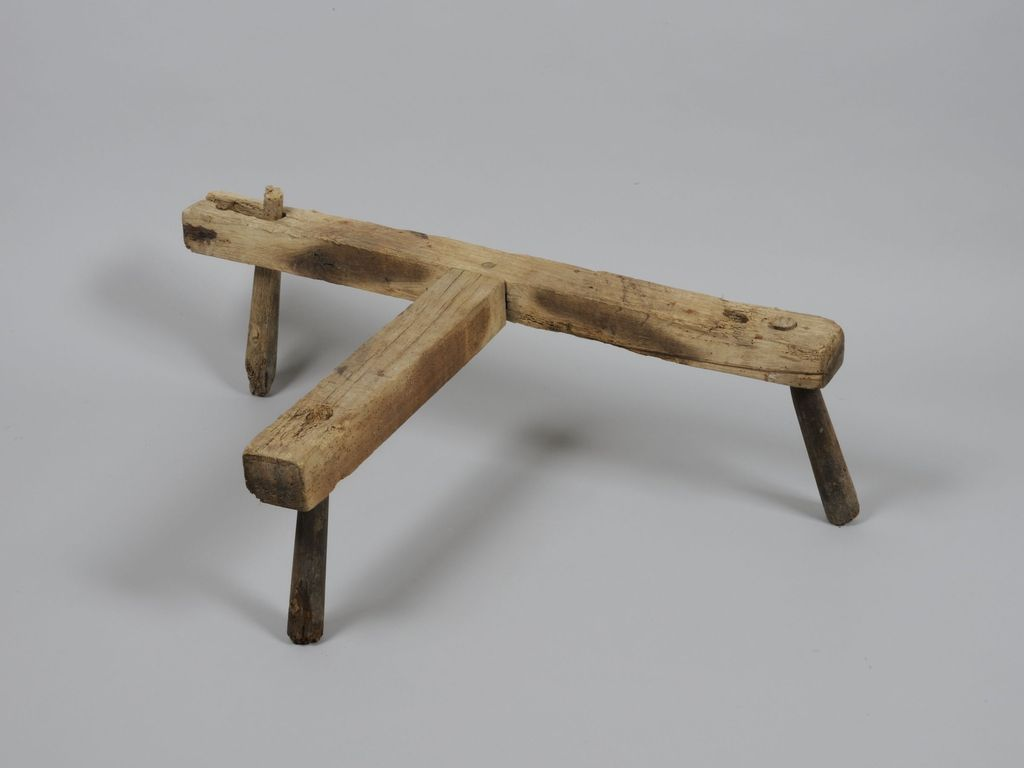
Trépied pour baquet à linge, collection Musées départementaux de la Haute-Saône.
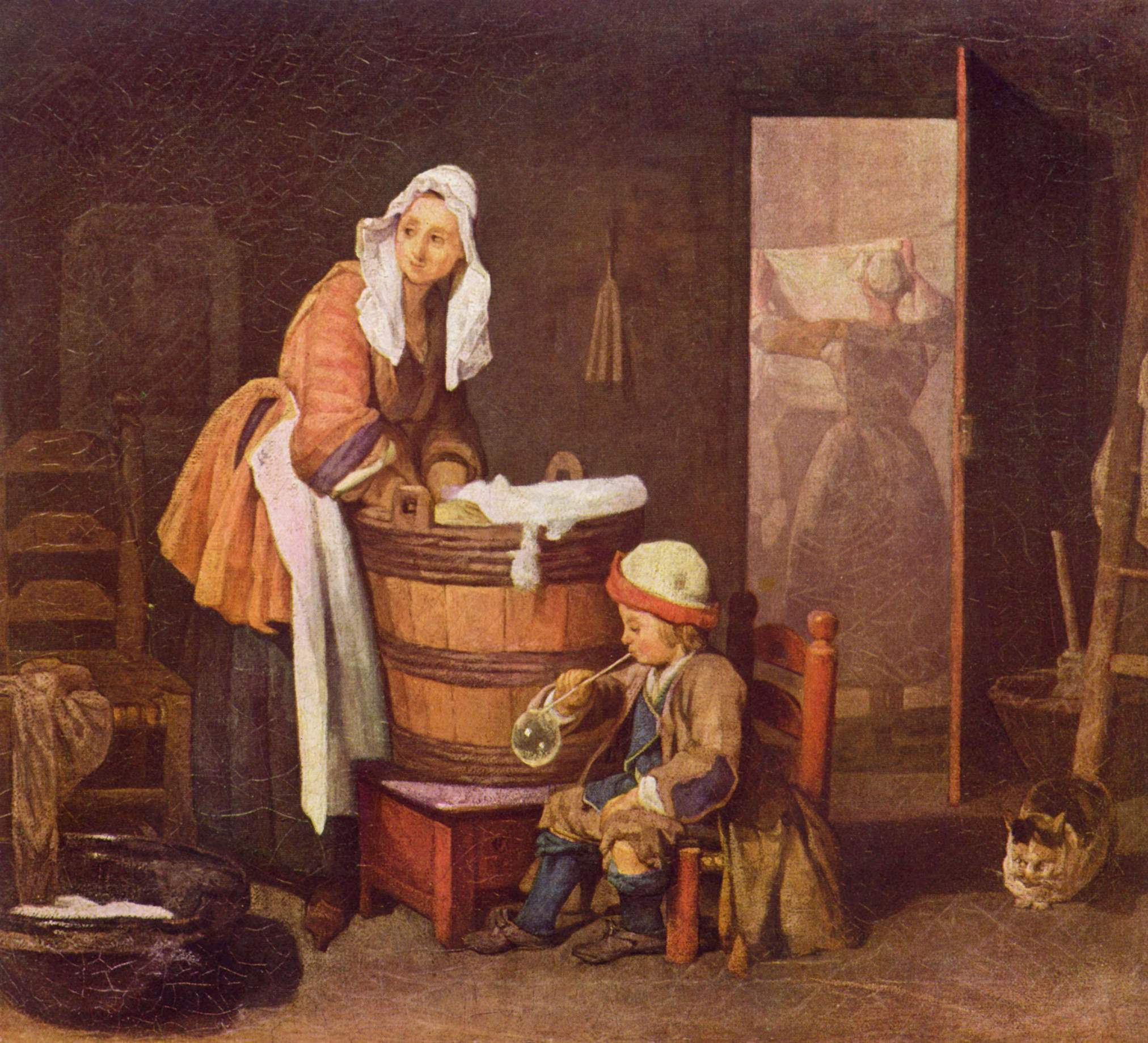
Mère et fille autour du baquet.
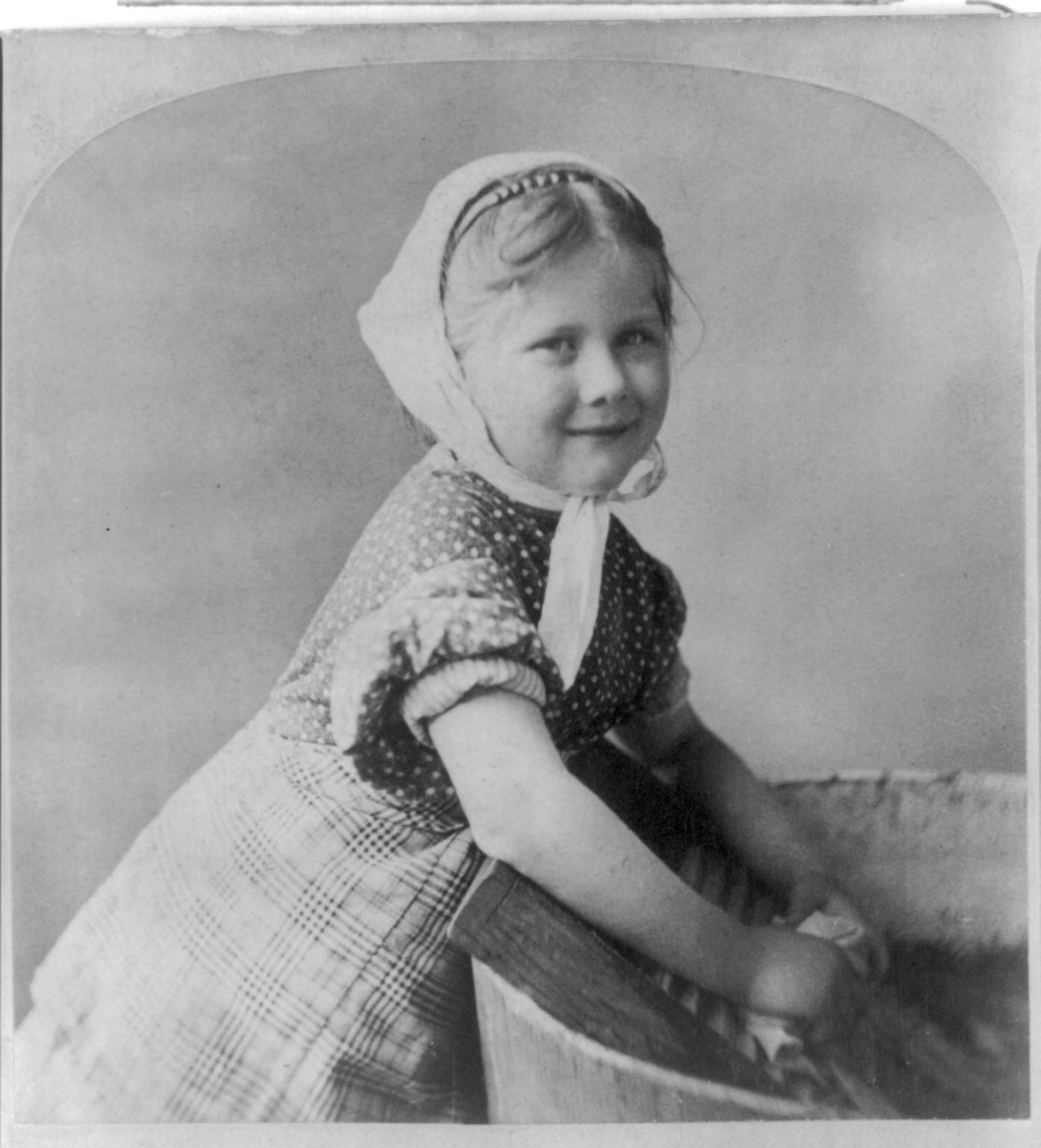
Toute fillette devait aider sa mère dans la buanderie.
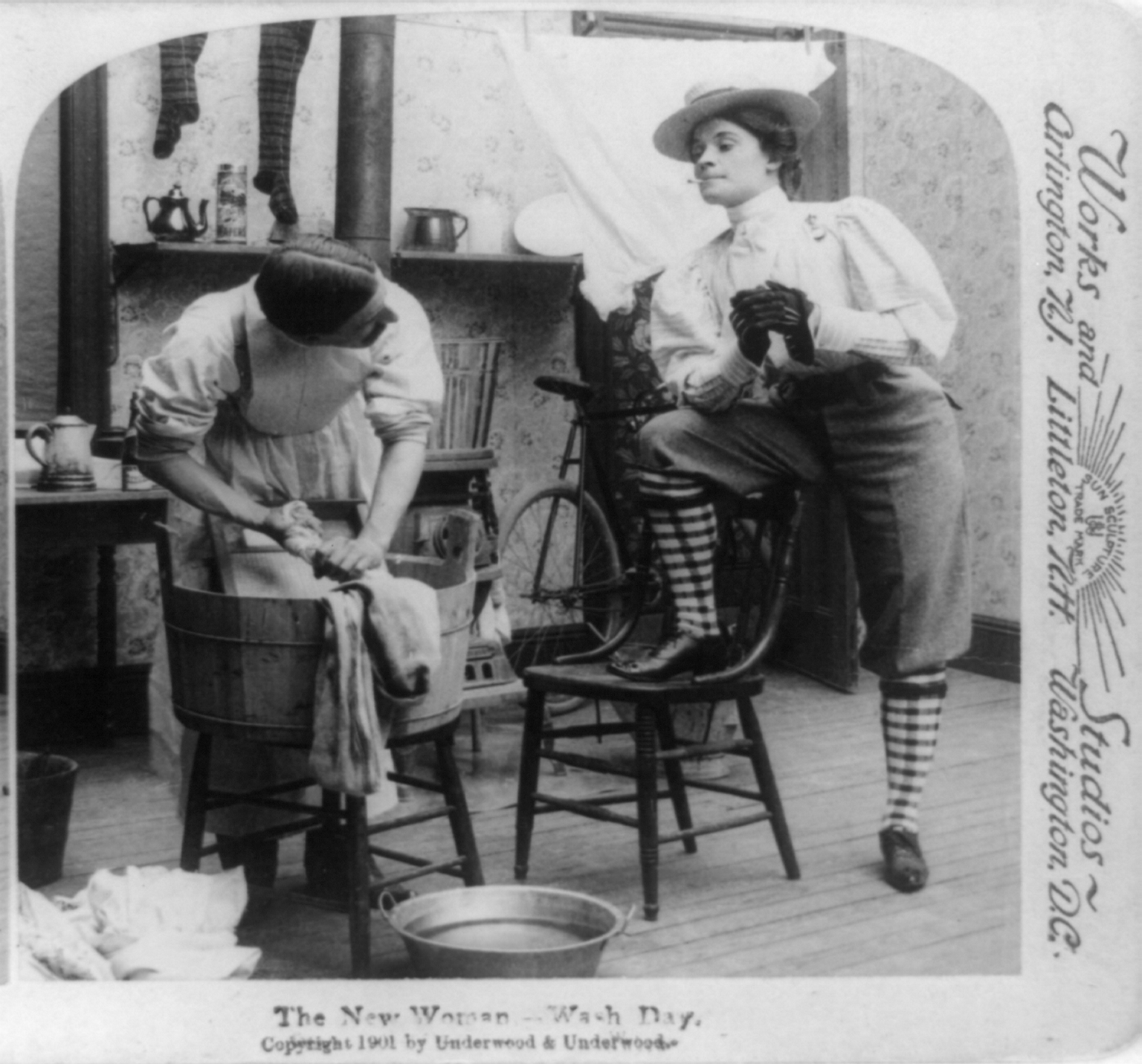
Vision humoristique et féministe (par inversion des rôles dans le couple) vers 1900 aux États-Unis.
En 1945, les femmes allemandes, à Berlin, ne disposaient plus ni de buanderie, ni même de baquets.

## Dans la culture populaire
En Suisse romande, la buanderie et communément appelée la chambre à lessive.